# USS Groton (SSN-694)
Za druga plovila z istim imenom glejte USS Groton.
USS Groton (SSN-694) je jedrska jurišna podmornica razreda los angeles.